# Konopiska (gmina)
Konopiska est une gmina rurale du powiat de Częstochowa, Silésie, dans le sud de la Pologne. Son siège est le village de Konopiska, qui se situe environ 12 km au sud-ouest de Częstochowa et 53 km au nord de la capitale régionale Katowice.
La gmina couvre une superficie de 78,11 km2 pour une population de 10 405 habitants.

## Géographie
La gmina inclut les villages d'Aleksandria, Aleksandria Druga, Hutki, Jamki, Konopiska, Kopalnia, Korzonek, Kowale, Łaziec, Leśniaki, Rększowice, Walaszczyki, Wąsosz et Wygoda.
La gmina borde la ville de Częstochowa et les gminy de Blachownia, Boronów, Herby, Poczesna, Starcza et Woźniki.